# تبني المثليين للأطفال في المملكة المتحدة

الوضع القانوني لتبني المثليين للأطفال حول العالم.
التبني المشترك للأطفال من قبل الأزواج المثليين قانوني
تبني أحد الشريكين للطفل البيولوجي للشريك الآخر قانوني
لا توجد قوانين تسمح بتبني الأزواج المثليين للأطفال

أصبح للأزواج المثليين في المملكة المتحدة الحق في التبني منذ عام 2002، بعد قانون التبني والأطفال 2002.

## التشريعات
في قانون التبني والأطفال 2002، نص البرلمان على أنه يمكن تقديم طلب لتبني طفل في إنجلترا وويلز إما عن طريق شخص واحد أو زوجين. تم إسقاط الشرط السابق لزواج الزوجين، مما سمح للأزواج المثليين بالتقدم بطاب. رفض مجلس اللوردات الاقتراح في مناسبة واحدة قبل إقراره. شدد مؤيدو هذه الخطوة في البرلمان على أن التبني لم يكن «حقًا للمثليين» بل هو توفير أكبر عدد ممكن من الأطفال مع بيئة أسرية مستقرة بدلاً من رؤيتهم في دار الأيتام. أثار المعارضون شكوكًا حول استقرار العلاقات خارج الزواج، وكيف سيؤثر عدم الاستقرار على رفاهية الأطفال المتبنين. تم اعتماد تشريع مماثل في اسكتلندا والذي دخل حيز التنفيذ في 28 سبتمبر 2009.

## النزاعات
كان تطبيق لوائح التوجيه الجنسي في 30 أبريل 2007 مثيراً للجدل ونشأ نزاع بين الحكومة والكنيسة الكاثوليكية الرومانية في إنجلترا وويلز بشأن الإعفاءات لوكالات التبني الكاثوليكية. أعلن رئيس الأساقفة فنسنت نيكولز من برمنغهام معارضته لهذا القانون، قائلاً إن التشريع يناقض «القيم الأخلاقية» للكنيسة الكاثوليكية. وأيد الجهود المبذولة لإعفاء وكالات التبني الكاثوليكية من لوائح التوجه الجنسي، والتي نجحت في نهاية المطاف في حكم الصادر في 17 مارس 2010

## الإحصاءات
في عام 2016، كانت نسبة 9.6% من جميع حالات التبني في إنجلترا من الأزواج المثليين. وكانت هذه زيادة من 8.4% في العام السابق. في عام 2018، شمل حوالي 450 من أصل 3,820 حالة تبني (حوالي 12%) في إنجلترا الأزواج المثليين.